# Włośnianka wapieniolubna
Włośnianka wapieniolubna (Hebeloma circinans (Quél.) Sacc.) – gatunek grzybów należący do rodziny pierścieniakowatych (Strophariaceae).

## Systematyka i nazewnictwo
Pozycja w klasyfikacji według Index Fungorum: Hebeloma, Strophariaceae, Agaricales, Agaricomycetidae, Agaricomycetes, Agaricomycotina, Basidiomycota, Fungi.
Po raz pierwszy opisał go w 1881 r. Lucien Quélet, nadając mu nazwę Hylophila circinans. Obecną nazwę nadał mu Pier Andrea Saccardo w 1891 r. Pozostałe synonimy:
- Hebeloma circinans var. microsporum J.Aug. Schmitt 2020
- Hebeloma circinans var. microsporum J.Aug. Schmitt 2022
- Hebelomatis circinans (Quél.) Locq. 1979

Polską nazwę zaproponował Władysław Wojewoda w 2003 r.

## Występowanie i siedlisko
Podano stanowiska w Europie i Azji. W Polsce stanowisko tego gatunku podał Andrzej Nespiak w 1975 r. w Tatrzańskim Parku Narodowym na wysokości 1110–1150 m n.p.m. W 2023 r. podano następne stanowisko w Chyżnem na Kotlinie Orawsko-Nowotarskiej. Według W. Wojewody rozprzestrzenienie tego gatunku i stopień zagrożenia nie są znane.
Naziemny grzyb mykoryzowy. W Polsce podano jego stanowiska w świerkowym lesie.
Przeprowadzone w 1997 r. badani naukowe wykazały, że włośnianka wapieniolubna jest nosicielem typowego liniowego plazmidu, który do tej pory rzadko opisywano u grzybów podstawczaków i który dotychczas nie był znany u gatunków mykoryzowych.